# Nikolaus av Flüe
Nikolaus av Flüe, även benämnd Broder Klaus, född 1417 i Sachseln, Schweiz, död 21 mars 1487 i Flüeli-Ranft, Schweiz, var en schweizisk eremit och mystiker. Nikolaus av Flüe vördas som helgon inom Romersk-katolska kyrkan. Hans minnesdag firas den 21 mars. Nikolaus av Flüe är Schweiz nationalhelgon.

## Biografi
Nikolaus var son till en bonde. 1444 gifte han sig med Dorothea Wyss, och paret fick med tiden tio barn. Nikolaus tjänstgjorde i kantonen Unterwaldens armé och utsågs till domare i Obwalden. När han var femtio år gammal, lämnade han sin familj, med dess tillstånd, för att tillbringa resten av sitt liv, nitton år, som eremit i Ranft. Många människor kom till honom för att få råd i olika frågor.